# Centrophoridae
Centrophoridae là một họ cá nhám góc thuộc bộ Squaliformes. Họ này chỉ chứa hai chi và khoảng 15 loài.

## Các loài
Họ này có các loài sau:
- Chi Centrophorus
  - Centrophorus acus
  - Centrophorus atromarginatus
  - Centrophorus granulosus
  - Centrophorus harrissoni
  - Centrophorus isodon
  - Centrophorus lusitanicus
  - Centrophorus moluccensis
  - Centrophorus niaukang
  - Centrophorus robustus
  - Centrophorus seychellorum
  - Centrophorus squamosus
  - Centrophorus tessellatus
  - Centrophorus westraliensis
  - Centrophorus zeehaani
- Chi Deania
  - Deania calcea
  - Deania hystricosa
  - Deania profundorum
  - Deania quadrispinosum